# Reimond Stijns
Reimond Stijns (1850-1905) est un écrivain belge de langue néerlandaise.

## Vie et œuvre
Reimond Stijns naît à Mullem, près d'Audenarde, le 10 mai 1850. Il suit les cours de son père à l'école du village, puis entre à l'école normale épiscopale à Saint-Nicolas. Diplômé en 1869, il est successivement instituteur à Bevere, Mullem et Molenbeek-Saint-Jean. Il achève sa carrière en tant que professeur de langue et de littérature néerlandaises à l'athénée royal de Bruxelles.
Reimond Stijns est le premier représentant du naturalisme dans la littérature flamande. Sous le pseudonyme de Teirlinck-Stijns, il écrit plusieurs œuvres avec son beau-frère Isidoor Teirlinck, notamment Arm Vlaanderen (1884), un roman ayant pour sujet la guerre scolaire. Parmi ses écrits propres, Hard labeur (nl) (1904) est son chef-d'œuvre.
Il meurt à Molenbeek-Saint-Jean le 10 décembre 1905.

## Quelques œuvres
- Uit het leven eens vondelings, 1875
- Schetsen en verhalen, 1886
- Ruwe liefde, 1887
- Broodnijd. Schetsen en verhalen II, 1887
- In de ton, 1891
- Klein leven, 1893
- Driften, 1896
- Hard labeur, 1904
- Arme menschen (inachevé), 1906